# 帕尔玛利亚 (火炮)

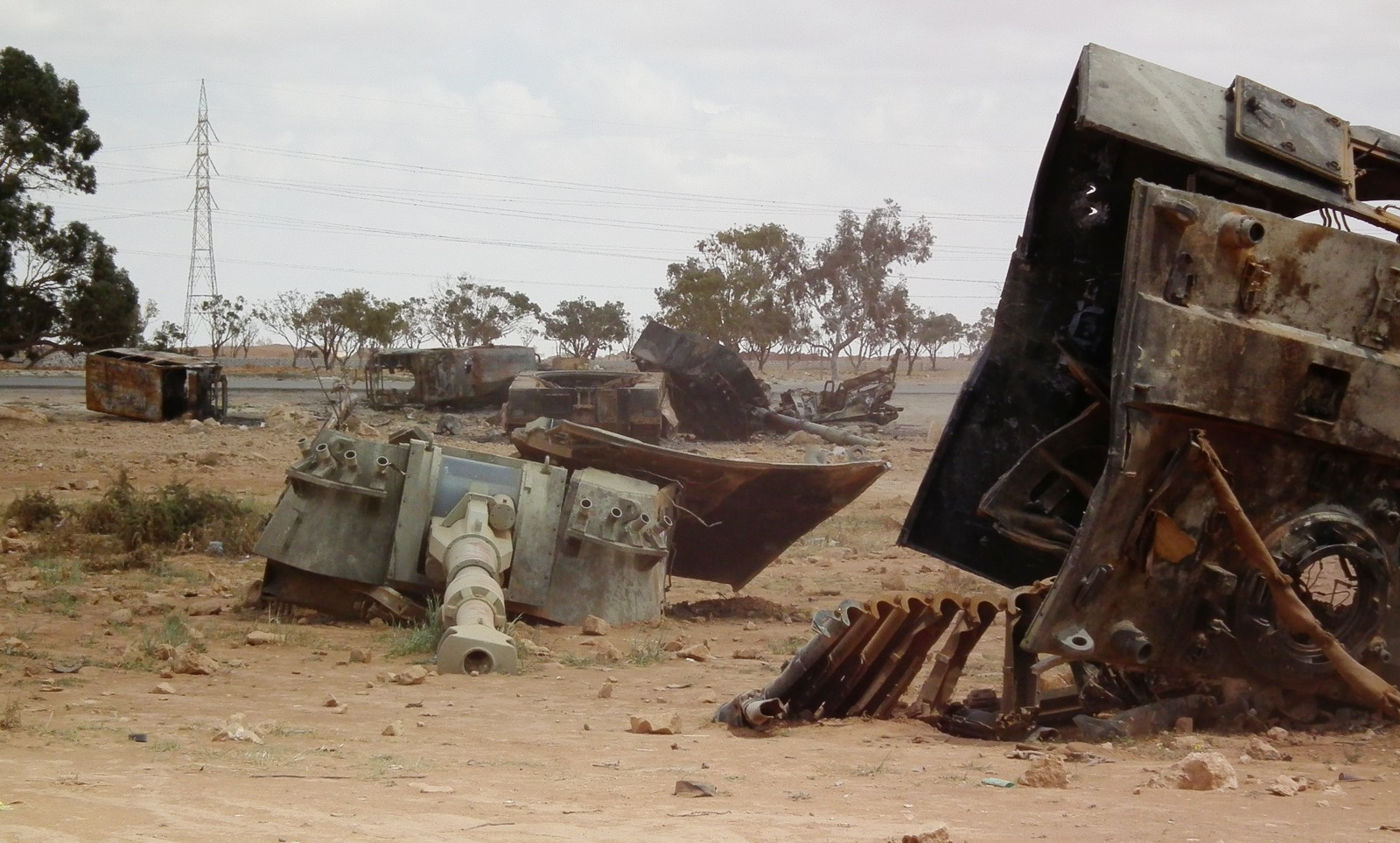
2011年3月19日的哈马坦行动中，利比亚陆军的帕尔玛利亚在班加西附近被法国空军摧毁。

帕尔玛利亚是意大利制造的一种自行榴弹炮，采用155 mm（6.1英寸）北约标准火炮口径。

## 历史
1977年，奥托梅莱拉为了出口而开发帕尔玛利亚，第一辆原型车于1981年问世。

## 设计
帕尔玛利亚使用的是OF-40主战坦克的底盘。
主武器是一门155毫米榴弹炮，配备一挺7.62毫米副机枪或12.7毫米机枪，炮塔两侧各有四个76毫米前向烟雾弹发射器。此榴弹炮采用自动装弹系统，可每15秒发射一炮，或每25秒连射三炮。装弹机有23发待发炮弹，车体中还存放着7发炮弹。包括手动装填的弹药在内，总体射速通常为每分钟一发，可持续射击一小时。快速射击是一分钟四发。持续射击是每三分钟一轮，持续时间不定。155 mm弹药种类繁多，包括专门开发的射程24.7公里的齐美尔弹和射程30公里的火箭助推弹。
炮塔为液压式，配有手动调整机关，可360度旋转，仰角范围为-4至+70度。它有自己的辅助电源，可为主发动机节省燃料。
帕尔玛利亚由750马力MTU MB 837 Ea-500（或1000马力Ka-500）4冲程涡轮增压8缸多种燃料发动机提供动力，并配有伦克RK 304变速箱。帕尔玛利亚采用扭杆悬架，两侧各有七个负重轮和五个回程滚轮。驱动链轮位于后部，而可调惰轮位于前部。

## 服役记录
利比亚最初于1982年订购了210辆，是意大利以外第一个使用帕尔玛利亚的国家。2004年，他们的炮兵部队拥有160辆帕尔玛利亚。在第一次利比亚内战期间，由于多国的军事干预，其中一些被毁。
其他用户包括尼日利亚（1982年购买了25辆帕尔玛利亚）和阿根廷（1986年购买了最后25辆）。阿根廷将帕尔玛利亚的炮塔安装在TAM的底盘上，作为AMX-13 Mk.1 F-3自行火炮的可能替代品。这就是TAM VCA帕尔玛利亚。

## 用户

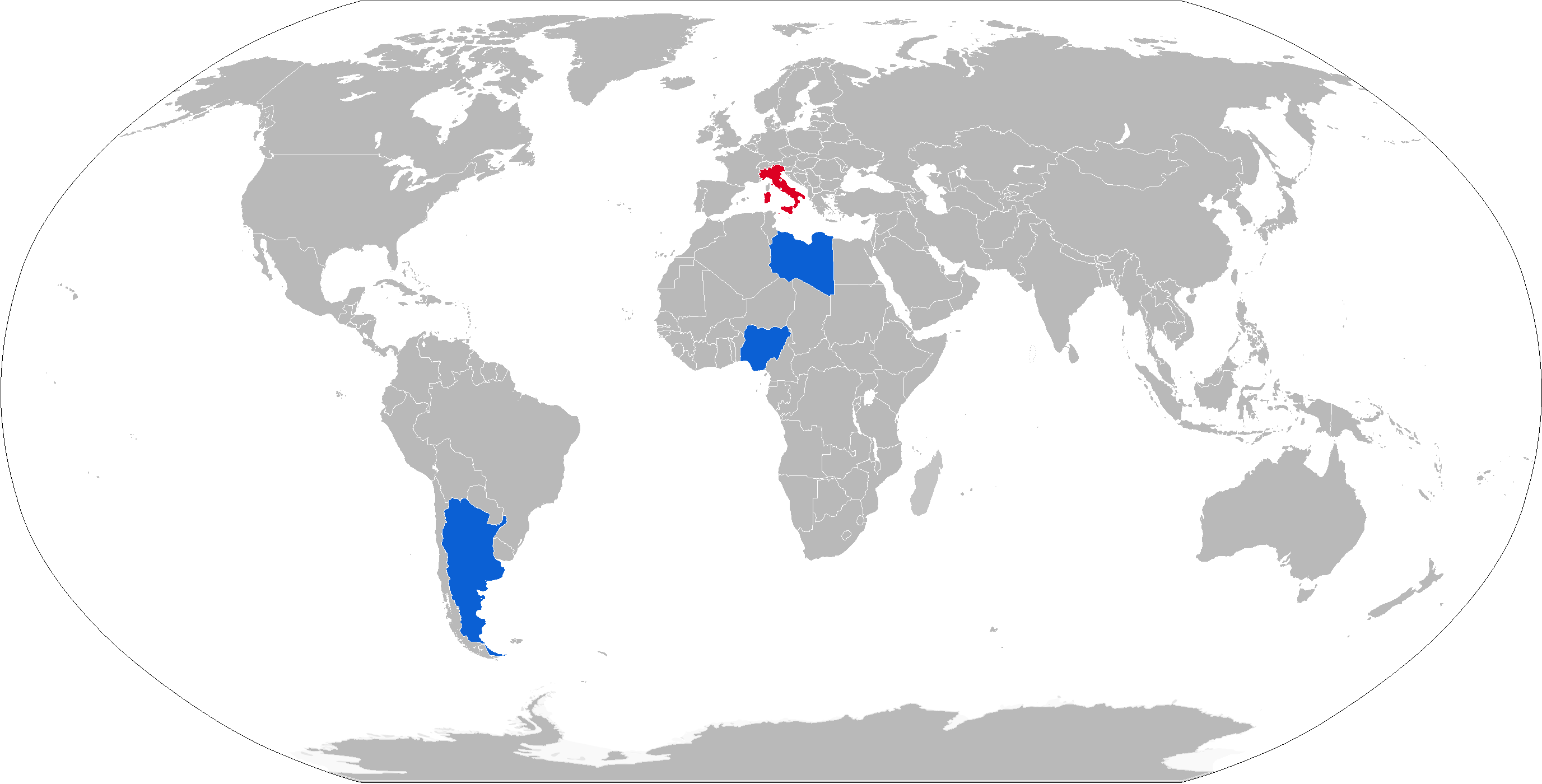
地图中的蓝色代表帕尔玛利亚的使用国

### 当前用户
- 阿根廷 - 1986年购买了20个帕尔玛利亚的炮塔[3]并组装在17/18 TAM VCA（英语：TAM VCA）底盘上。[9]
- 利比亞 - 最初于1982年订购210辆[2][6]，在2004年总共拥有160辆[7]，一些在2011年利比亚内战期间被毁。[8]
- 奈及利亞 - 1982年购买了25辆。

## 引用
1. ↑  @Mansourtalk.  (推文). 2019-05-06 –Twitter.
2. 1 2 3 4 5 6  Trewhitt, Philip. . Dempsey-Parr. 1999. ISBN 1-84084-328-4.
3. 1 2 3 4 5  Gourley, Scott. . Armada International. 1990-04  [2007-12-18].
4. 1 2  . armyrecognition.com.   [2022-05-21]. （原始内容存档于2022-10-13）.
5. ↑  .   [2024-04-06]. （原始内容存档于2017-07-10）.
6. 1 2  Margiotta, Franklin D. (ed). . Potomac Books. 1996: 135. ISBN 978-1-57488-087-8.
7. 1 2  Cordesman, Anthony. . Praeger/Greenwood. 2004: 100. ISBN 0-275-98399-4.
8. 1 2  "Battle Of Libya" （页面存档备份，存于） 半岛电视台 视频报道，2011-03-22，第35秒
9. 1 2  . www.jedsite.info.   [2007-12-18]. （原始内容存档于2014-01-04）.